# ГЕС Еурланн II HF
ГЕС Еурланн II HF (норв. Aurland II H kraftverk) — гідроелектростанція на півдні Норвегії за 120 км на північний схід від Бергену. Розташовуючись перед ГЕС Еурланн I, входить до складу гідровузла, водозбірний басейн якого — на південний схід від Aurlandsfjorden (велика південна затока найбільшого в країні Согне-фіорду).
Водозбірна мережа станції включає шість водосховищ:
- Стуре Варгеватн (Store Vargevatn), розташоване на р. Фремсте Варга (Fremste Varga), лівій притоці р. Еурланнсвассдрагет (Aurlandsvassdraget, тече до згаданого вище Aurlandsfjorden). Цей резервуар має площу поверхні 4,96 км² та корисний об'єм 64 млн м³, чому відповідає коливанням рівня між позначками 1410 та 1432 м НРМ (з них 15,5 м за рахунок здреновування нижче природного показника);
- Свартаватн (Svartavatn) на р. Геймре Варга (Heimre Varga), іншій лівій притоці Еурланнсвассдрагет. При площі поверхні 2,64 км² воно має корисний об'єм 58,4 млн м³, що забезпечує зміна висоти поверхні в діапазоні від 1410 та 1440 метрів НРМ (виключно за рахунок здреновування нижче природного рівня);
- Недре Міллумватн (Nedre Millomvatn), розташоване вище по течії р. Геймре Варга від Свартаватну. Тут корисний об'єм у 15 млн м³ забезпечує зміна висоти поверхні між позначками 1430 та 1450,5 м НРМ (так само лише шляхом здреновування природної котловини);
- Катлаватнет (Katlavatnet) на річці Катла (Katla), черговій лівій притоці Еурланнсвассдрагет. Цей резервуар окрім епонімного також поглинув озера Øykjabakkvatn і Стураватн (Storavatn) та має площу поверхні 1,5 км² і корисний об'єм 18 млн м³. У ньому відбувається зміна рівня поверхні між позначками 1314 (для колишніх озер Øykjabakkvatn і Storavatn — 1330) та 1340 м НРМ;
- Недре Бердалсватн (Nedre Berdalsvatn) на Berdalselvi (так само є лівим допливом Еурланнсвассдрагет). У цій невеликій водоймі припустиме коливання рівня в діапазоні лише 2 м — між позначками 1140 та 1142 м НРМ (з них на 1 м за рахунок здреновування);
- Лангаватнет (Langavatnet) на Langavatnelvi, правій притоці Stonndalselvi (ліва притока Еурланнсвассдрагет). Окрім епонімного цей резервуар також поглинув озеро Адамсватн (Adamsvatn). При площі поверхні 2,02 км² та корисному об'ємі 32 млн м³ у водоймі відбувається коливання рівня між позначками 1395 та 1415 м НРМ. При цьому між котловинами Адамсватн і Лангаватн (Langavatn) прокладено тунель, який дозволяє здреновувати перше на 11 м нижче природного рівня (Лангаватн здреновується лише на 3 м).[2] До цього водосховища за допомогою тунелю довжиною менш ніж 1 км подається додатковий ресурс із верхів'я Stonndalselvi.

Від Стуре Варгеватн до машинного залу прокладено дериваційний тунель довжиною 14,8 км, який підхоплює ресурс із водозаборів на водосховищах Свартаватн і Лангаватнет, а також зі струмка Смерковгрові (Smørkovgrovi, правого допливу Langavatnelvi). До нього зі сходу приєднується бічний тунель довжиною біля 3 км, яким транспортують ресурс від водосховищ Катлаватнет і Недре Берталсватн.
Основне обладнання станції становить одна турбіна типу Френсіс потужністю 72 МВт, яка використовує напір у 500 м і забезпечує виробництво 259 млн кВт-год електроенергії на рік. При цьому в тому ж залі розташовані гідроагрегати станції Еурланн II LF, що використовують іншу водозбірну мережу.
Відпрацьована вода по спільному для станцій відвідному тунелю довжиною біля 7 км транспортується до водосховища Fretheimsdalsvatnet, від якого працює станція Еурланн І.